# Portret młodego mężczyzny
Portret młodego mężczyzny – obraz autorstwa Giorgiona namalowany ok. 1500 roku.
Obraz przedstawia uduchowioną postać młodego mężczyzny ubranego w ciemną szatę z haftowanymi ozdobami na piersi. Jedną dłoń przykłada do serca, co nasuwa skojarzenia z tzw. „ruchem duszy” Leonarda da Vinci. Młodzieniec stoi za barierką na której widoczna jest mała literka „V”. Ten sam motyw z tajemniczą inskrypcją znajduje się na portrecie pt. Wizerunek młodzieńca.
Największą niewiadomą historyków sztuki jest atrybucja obrazu. Na dolnej krawędzi płótna znajduje się napis „Antonius Brokardus marii filius”. Dwaj uczeni, Coletto i Giuseppe Fiocco, obraz przypisywali Pordenonemu i tym samym nie zgadzali się z powszechną identyfikacją młodzieńca z postacią Antoniego Broccardo oraz z inną atrybucją wspominającą o Vittore Cappello, zmarłym w 1466 roku. W 1939 roku Bernard Berenson zaliczył płótno do dzieł Giorgiona. W 1969 roku potwierdził to inny krytyk sztuki Roberto Longhi.